# Heliogabalus
Marcus Aurelius Antoninus (Elagabalus eller Heliogabalus ca. 203 – 11. marts 222) var en romersk kejser af det severiske dynasti. Han regerede 218 – 222 e.Kr.
Heliogabalus var søn af Sextus Varius Marcellus og Julia Soaemias Bassiana, niece af Julia Domna (Septimius Severus' kejserinde). Hans moder sagde, at Heliogabalus' biologiske far var hendes fætter Caracalla (Marcus Aurelius Antoninus), og han tog navnet Caracalla i sin korte regeringstid. Heliogabalus, som han blev kaldt af folket, var navnet på den syrisk by Emesa (nutidens Homs eller Hims). Heliogabalus var præst for byens guddom, til at hans mor og bedstemor brugte ham som stråmand mod Macrinus, der havde overtaget tronen efter Caracalla. I 220 e.Kr. prøvede Heliogabalus i Rom at gøre sin guddom  Deus Sol Invictus ("Gud, den uovervindelige Sol") til øverste gud i hele riget.
Heliogabalus er bedst kendt for udsvævelser og drikkegilder. Efter hans død var der mange historier i omløb om, at han skulle have fået lavet en vagina i sin krop. Han skulle også have røgforgiftet sine gæster med sødt duftende roser, som faldt ned i spisesalen. Han skulle også have tvunget dem til at sluge sten til middag og have kørt i en vogn trukket af 12 jomfruer. Mange af disse beretninger er formentlig sladder og skandaleskriveri, men understreger klart romernes modvilje mod de orientalske religioner og hans fyrstelige livsstil.
Heliogabalus' døde ved, at hans bedstemor fik hans vagter til at drukne ham og smide ham i floden Tiberen under en soldateropstand.